# ジェイク・グージック
ジェイク・"グリージー・サム"・グージック(Jake "Greasy Thumb" Guzik、1886年3月20日 - 1956年2月21日）は、ユダヤ系のギャングスターでアル・カポネの組織の幹部の一人。しかし、本人は生涯を通じて自分はギャングスターではないと言っていた。あだ名は、相手を買収(grease)するときに親指(Thumb)で紙幣を数えて手渡したことから。家族は妻のローズ・リプシュッツと3人の子。
モスクワ(一部資料ではポーランドのクラクフ近郊とも)でユダヤ系の移民の大家族に11人兄弟の一人として生まれた。一家は売春業を生業としていた。両親のマックスとマミーは1892年に、子供たちを連れてロシアからアメリカに渡った。最初は葉巻職人だったが家族を養っていくことはできず売春業に関わるようになり、グージックは親の仕事を継いだ。息子の一人のチャールズは3代目として売春業を継いだが、1956年に未成年を巻き込んだ性犯罪で懲役60～100年の刑を宣告された。グージックの運転手を務めたジョージ・メイヤーはグージックについて「あいつにはまいった。1週間以内に食べた食事が全部服についてやがる。さらにあの体臭」と回想し、不潔でだらしない性格だったという。
若い頃はポン引きをしていた小物だった。1917年12月3日に治安紊乱罪で逮捕され懲役8ヶ月の刑を宣告されている。
グージックは進んでジョニー・トーリオの力になり、その見返りとして、組織の賭博場の権利と酒造所の所有権をもらった。禁酒法が始まるとトーリオとグージックの2人はコロシモの資産25000ドルを使って小規模の醸造会社の株を買い、酒の密売に対して先を読んでいた。
アル・カポネはまだ無名だった頃、仕事仲間で兄貴的なグージックのことを慕っていた。サム・ジアンカーナの弟のチャックは子供の頃、温和で話好きのグージックと会うのが楽しみだったと語っている。。
1924年にトーリオ=カポネ組の事務所に警察の手入れが入り台帳を押収していったが、グージックが買収工作をして台帳を取り戻したおかげで、連邦検事の手に渡らずにすんだ。
1929年にアトランティック・シティで行われたギャングスターの会議にアル・カポネとシカゴから参加する。
1930年9月18日にフレッド・リースの証言によって脱税で起訴される。1930年11月19日に連邦大陪審は1週間に及ぶ尋問と6時間半に及ぶ審理の末に有罪判決を受けた。グージックは何度も上告したが、そのつど却下された。レブンワース連邦刑務所での懲役5年の刑を宣告され、罰金1万7千5百ドルの支払いを命じられた。グージックはさらに上告し刑を先送りにしたが、ついに1932年4月8日に刑に服す。1935年12月15日に釈放され、すぐに以前の本業に戻って1956年に亡くなるまでカポネの後継者フランク・ニッティ、ポール・リッカ、マレー・ハンフリーズらとシンジケートの仲間と仕事を続けた。
1947年2月4日のアル・カポネの葬儀のとき、参列している会葬者の中にグージックもいた。